# تيري ماكلولين
تيري ماكلولين هو بحار كندي، ولد في 24 يوليو 1956 في تورونتو في كندا.

## وصلات خارجية
- تيري ماكلولين على موقع اللجنة الأولمبية الدولية (الإنجليزية)
- تيري ماكلولين على موقع أوليمبيديا (الإنجليزية)
- تيري ماكلولين على موقع اللجنة الأولمبية الكندية (الإنجليزية)